# Parafia św. Anny w Dziergowicach
Parafia Świętej Anny w Dziergowicach – parafia rzymskokatolicka, znajdująca się w diecezji gliwickiej, w dekanacie Kuźnia Raciborska.